# Вільям Екст
Вільям Екст (англ. William Axt; 19 квітня 1888 — 13 лютого 1959) — американський композитор і диригент, який написав музику до значної кількості голлівудських фільмів.
Вільям Екст народився 19 квітня 1888 року у Нью-Йорку. Він здобув освіту у вищій школі DeWitt Clinton[en] у Бронксі та навчався у Національній консерваторії Америки. Надалі Екст працював помічником диригента в Hammerstein Grand Opera Company, в 1919 він став музичним директором манхеттенського театру «Капітолій», а потім очолив музичний департамент кінокомпанії «Metro Goldwyn Mayer». У 1922 році Екст отримав ступінь доктора музичних мистецтв в університеті Чикаго, а в 1924 році вступив до ASCAP.
Серед фільмів, музику до яких написав Вільям Екст, можна відзначити «Полонений Зенди» (1922), «Жадібність» (1924), «Великий парад» (1925), «Бен-Гур: історія Христа» (1925), «Дон Хуан» (1926), «Богема» (1926), «Camille» (1927), «Білі тіні на південних морях» (1928), «Наші танцюючі дочки» (1928), «Козаки» (1928), «Минуле Містера Чейні» (1929), «Мадам X» (1929), «Сюзанна Ленокс (її падіння і зліт)» (1931), «Приватні життя» (1931), «Маска Фу Манчу» (1932), «Гранд-готель» (1932), «Обід у вісім» (1933), «Сини пустелі» (1933), «Чоловіки в білому» (1934), «Ви не можете купити все (англ. You Can't Buy Everything)» (1934), «Тонка людина» (1934), «Девід Коперфілд» (1935), «Потрібний господар» (1936), «Обмовлена леді» (1936), «Малишка Неллі Келлі» (1940), «Мадам Кюрі» (1943) та ряд інших.
Після відходу на спокій Вільям Екст вирощував велику рогату худобу і породистих коней на своєму ранчо «A-X-T» у містечку Лейтонвілл Каліфорнійського округу Мендосіно. Помер там-таки, в Мендосино, у містечку Юкайа 13 лютого 1959 року.